# NGC 1270
NGC 1270 је елиптична галаксија у сазвежђу Персеј која се налази на NGC листи објеката дубоког неба.
Деклинација објекта је + 41° 28' 13" а ректасцензија 3h 18m 58,1s. Привидна величина (магнитуда) објекта NGC 1270 износи 13,3 а фотографска магнитуда 14,3. Налази се на удаљености од 76,671 милиона парсека од Сунца. NGC 1270 је још познат и под ознакама UGC 2660, MCG 7-7-57, CGCG 540-95, PGC 12350.